# Base aérienne de Bierset
La base aérienne de Bierset est une base de la force aérienne belge située près du village de Bierset dans la province de Liège. 
Aérodrome depuis 1914, la base accueille différentes unités et forme de 1968 à 1993 le 3e Wing tactique équipé d'abord de F-84 et ensuite de Mirage V. En 1993, le 3e Wing tactique est supprimé et le Groupement d'aviation légère de la force terrestre s'y installe avec trois escadrilles d'hélicoptères, deux sur A.109 et une sur Alouette II et Britten-Norman Islander. En 2004, le groupement d'aviation légère passe sous le giron de la force aérienne et devient Wing Heli. La base est partagée avec l'Aéroport civil de Liège.
En 2010, le Wing Heli quitte la base Bierset pour Beauvechain. La base est démilitarisée, permettant ainsi à l'aéroport de Liège de s'étendre encore plus.
Le 19 décembre 2011, les derniers militaires quittent définitivement la base de Bierset, seuls restent cinq militaires et deux civils pour faire fonctionner le simulateur de vol A.109 resté au milieu de l'enceinte civile.

## Historique
En 1914, lors de la Première Guerre mondiale, les Allemands prennent possession de la plaine de Ans. Jugeant l'endroit peu approprié, ils se mettent en quête d'un autre site et jettent leur dévolu sur Bierset qu'ils aménagent jusqu'à la fin de la guerre et utilisent surtout comme terrain de réparation et de transit entre l'Allemagne et le front.
Le 1er mars 1920 l'aéronautique militaire au sein de l'armée belge est créée et commence alors la construction de la caserne De Cubber. Les premiers avions et le premier meeting militaire aérien sont organisés en 1922. Le 13 février, les premiers avions de l'aéronautique militaire belge prennent possession des nouvelles installations de Bierset-Awans. Ce sont les 10e, 11e et 12e escadrilles, composant le Ve groupe de bombardement, équipées de Havilland DH.4, auxquels s'ajouteront des DH.9, dès le mois de juillet.
Les escadrilles sont renommées respectivement 1er, 2e et 3e escadrille, affectées au VIe groupe du 2e régiment d'aéronautique en 1923 et l'année suivante est entreprise la réorganisation de l'aéronautique militaire. Le 2e groupement comprend trois unités : Bierset, Diest et Nivelles. Les trois escadrilles restent à Bierset et sont affectées au IIIe groupe du 2e régiment aéronautique.
Toutes les escadrilles paires disparaissent en 1926. Seules subsistent à Bierset les 1er et 3e escadrilles, elles restent au IIIe groupe du 2e régiment d'aéronautique.
Les Breguet 19 sont livrés en 1928. Il s'agit d'avions biplaces, biplans de bombardement ou de reconnaissance.
Les Renard R.31 arrivent en 1935. Le 1er octobre, les 1er et 3e escadrilles du IIIe groupe du 2e régiment aéronautique laissent la place aux 9e et 11e escadrilles du Ve groupe du 1er régiment d'aéronautique. Ces deux escadrilles se distingueront durant la campagne des 18 jours.
En 1940, un premier hélicoptère est fourni à Bierset. Il s'agit d'un Cierva C-30 A, autogire d'observation biplace, en évaluation, unique exemplaire en Belgique qui est détruit le 10 mai lors du bombardement de la plaine par des Do 17 allemands.
Les troupes allemandes s'installent sur la plaine et occupent la caserne lors de la Deuxième Guerre mondiale. Un immense treillis de camouflage la recouvre, la préservant ainsi des reconnaissances aériennes. L'activité aérienne est fortement réduite. Les Allemands effectuent quelques travaux d'aménagements.
En 1944 ont lieu des actions de la résistance belge à Bierset. La base est attaquée par un groupe local de résistants, appartenant au « Refuge Saumon ».
Bierset est occupé par le 42nd Group de la 9th US Army Air Force en 1944. Un pont aérien est créé entre la Grande-Bretagne et Bierset. C'est l'opération Red Ball Express. Plusieurs centaines de C-47 Dakota chargés de fûts de carburant s'y posent quotidiennement.
Après la guerre, ce sont les civils qui donnent un nouvel essor à la base de Bierset, par la création de la Section aviation du Royal Motor Union.
Le premier Douglas DC-3 de la Sabena de la ligne Bruxelles-Paris fait escale à Bierset en 1947 et en 1950 est construite une base de l'OTAN. L'ancienne base étant trop exiguë pour les avions modernes, elle est implantée sur le territoire de Bierset (Velroux) où depuis, elle se trouve. Elle est ouverte le 17 septembre 1953 en prenant l'appellation de 9e Wing de chasseurs-bombardiers. Il est composé, à cette époque, uniquement de la 22e sur F-84 E.
Le 23 août 1954 est créée la 26e escadrille du 9e Wing puis le 1er octobre 1955, la 30e escadrille du 9e Wing.
Le 1er juillet 1956, le 9e Wing de chasseurs-bombardiers devient un Wing de chasse de jour. Il est équipé de Meteor F.8, venant de Chièvres, au mois de novembre. Le 1er octobre sont reçus les premiers Hunter F.4 au 9e Wing.
L'aéroport de Liège est fondé en 1957. Il sert un certain temps à un embryon de lignes civiles de la Sabena.
Le 15 mai 1957 la 30e escadrille est dissoute. En juin, les derniers Hunter F.4 sont pris en charge par le 9e Wing. Au mois d'août 1957, les derniers Meteor F.8 commencent à être remplacés par des Hunter F.6. À la fin de l'automne, le 9e Wing est la première unité à être équipée entièrement de Hunter F.6.
Le 30 avril 1960 la 9e Wing et les 22e et 26e escadrille sont dissous. Le 30 novembre s'installe le 13e WETSA (Wing Engins Téléguidés Sol-Air), équipé de missiles sol-air MIM-3 Nike Ajax, avant son transfert à Düren, en Allemagne de l'Ouest en 1962, où il prend l'appellation de 13e Wing Missiles (13e W MSL).
L'Unité de support d'engins téléguidés sol-air (USETSA) est créée en 1962. Le 28 mai, le 9e Wing d'engins téléguidés sol-air, futur 9e W MSL est fondé. Cette unité regroupe le personnel du Groupe maintenance du 13e WETSA et de la DSU du 9e WETSA constitué à Bierset, et y reste jusqu'en 1965.
Le 1er avril 1963 arrive la 42e escadrille Recce (Reconnaissance), en provenance de Beauvechain équipée de RF-84F Thunderflash. Le 3 juillet 1967 sont livrés des T-33 du VSV (vol sans visibilité) venant de Chièvres.
Le 3e Wing Tactique (3e W Tac) nait le 4 décembre 1968. En avril 1970 partent les T-33 du VSV (vol sans visibilité) vers Brustem et le 30 juin 1971, la 1er escadrille arrive de Florennes avec les F-84F Thunderstreak et absorbe les RF-84F de la 42e escadrille (42e Esc). Le 19 septembre cette dernière part pour Florennes afin d'être équipée de Mirage V BR de reconnaissance. Le 15 décembre arrive la 8e escadrille (8e Esc).
Le 27 janvier 1972 sont livrés les premiers Mirage V BA à la 1re escadrille. En mai, le service des derniers RF-84 F est retiré.
La 42e Esc Recce remplace la 1re Esc en 1988 et le 24 novembre, la 42e Esc Recce revient à Bierset remplacer la 1re escadrille (1er Esc) qui retournera à Florennes. Elle dispose en 1989 de 22 Mirage 5 BR.
Le 15 mars 1989 la 1re escadrille par pour Florennes et le 24 mars, la 8e escadrille prend en charge les avions de la 1re escadrille, elle compte alors 36 Mirage 5BS. 
Le 5 septembre 1989, le monument « Refuge Saumon » est inauguré en présence des plus hautes autorités civiles et militaires.
Le 15 juin 1990 est mise en place un missile Nike offert au 3e Wing par les unités missiles de RFA. Elles avaient vu le jour à Bierset en 1960.
Le Mirage BA-08 est peint en bleu et blanc (Couleur de la 8e Esc) en 1990 pour fêter ses vingt ans et présenté au public lors du meeting des 22 et 23 juin.
Grâce à leur équipement de guerre électronique Rapport II, les Mirage V auront l'honneur de participer, dans le cadre de l'OTAN, à la mission « Ace Guard » durant la guerre du Golfe. Déployés, dans le cadre de l’AMF (Allied Mobile Force) à Diyarbakır (Turquie), à 150 km de la frontière irakienne, ils y restent pendant deux mois et demi. À la mi-mars, retour à Bierset et nouvelle restructuration, avec la dissolution de la 8e escadrille le 30 septembre.
Le 21 décembre 1993 la 3e Wing Tactique est dissoute puis, en juin 1994 la 42e escadrille de reconnaissance. La 255e compagnie logistique est complètement installée. La base de Bierset est remise alors à l'aviation légère de l’armée de terre, et formé un groupement comprenant trois bataillons d'hélicoptères ainsi qu'une unité de Maintenance Light Avi.
Le 1er janvier 2002, la dénomination force aérienne est abandonnée pour celle de Composante aérienne.
Le Groupement d'aviation légère prend la dénomination de Wing Heli au sein de la Composante aérienne le 1er mars 2004.
Le gouvernement décide le déménagement du Wing Heli vers Beauvechain en octobre 2009.